# Diocesi di Shangqiu
La diocesi di Shangqiu (in latino: Dioecesis Coeitevensis) è una sede della Chiesa cattolica in Cina suffraganea dell'arcidiocesi di Kaifeng. Nel 1950 contava 9.973 battezzati su 2.000.000 di abitanti. La sede è vacante.

## Territorio
La diocesi comprende per intero la città-prefettura di Shangqiu, nella parte orientale della provincia cinese dello Henan.
Sede vescovile è la città di Shangqiu, nel distretto di Suiyang, dove si trova la cattedrale del Sacro Cuore di Gesù.

## Storia
La prefettura apostolica di Guide (Shangqiu o Kweiteh) fu eretta il 19 giugno 1928 con il breve Quae catholico di papa Pio XI, ricavandone il territorio dal vicariato apostolico di Kaifengfu (oggi arcidiocesi di Kaifeng).
Il 18 maggio 1937 la prefettura apostolica fu elevata al rango di vicariato apostolico con la bolla Nostrae mentis dello stesso papa Pio XI; e contestualmente furono rivisti i confini con il vicariato apostolico di Kaifeng.
L'11 aprile 1946 il vicariato apostolico è stato elevato a diocesi con la bolla Quotidie Nos di papa Pio XII.
Nel 1991 è stato consacrato vescovo "clandestino" monsignor Nicolas Shi Jingxian, che nel 1999 ha accettato di aderire all'Associazione patriottica cattolica cinese.

## Cronotassi dei vescovi
Si omettono i periodi di sede vacante non superiori ai 2 anni o non storicamente accertati.
- Francisco Javier Ochoa Ullate, O.A.R. † (8 gennaio 1929 - 11 dicembre 1947 dimesso)[3]
- Arturo Quintanilla Manzanares, O.A.R. † (10 novembre 1949  - 21 novembre 1970 deceduto)
  - Sede vacante
  - Nicholas Shi Jing-xian, O.A.R. † (8 maggio 1991  - 16 settembre 2009 deceduto)

## Statistiche
La diocesi nel 1950 su una popolazione di 2.000.000 di persone contava 9.973 battezzati, corrispondenti allo 0,5% del totale.
| anno | popolazione | popolazione | popolazione | presbiteri | presbiteri | presbiteri | presbiteri                | diaconi | religiosi | religiosi | parrocchie |
| anno | battezzati  | totale      | %           | numero     | secolari   | regolari   | battezzati per presbitero | diaconi | uomini    | donne     | parrocchie |
| ---- | ----------- | ----------- | ----------- | ---------- | ---------- | ---------- | ------------------------- | ------- | --------- | --------- | ---------- |
| 1950 | 9.973       | 2.000.000   | 0,5         | 14         |            | 14         | 712                       |         |           | 17        |            |